# Mercedes Aráoz
Mercedes Aráoz, född 5 augusti 1961 i Lima, är en peruansk politiker som var tillförordnad president i Peru mellan den 30 september och 1 oktober 2019. Hon har även varit vice president 2018–2019 samt premiärminister 2017–2018.